# Ordre de Saint-Hubert
Ne pas confondre avec l'Ordre de Saint-Hubert (Bavière) ou l'Ordre de Saint-Hubert (Wurtemberg).
L’ordre de Saint-Hubert du duché de Bar est un ordre de chevalerie créé en 1422 par Louis Ier, cardinal-duc de Bar en remplacement de l'ordre du Lévrier.

## Historique

### De l'ordre du Lévrier à l'ordre de Saint-Hubert
Au mois de mai 1416, plusieurs seigneurs du duché de Bar (France) se réunirent pour mettre un terme aux hostilités qui régnaient entre eux et faire servir leurs troupes à la défense du souverain : cette association prit le nom d'ordre du Lévrier, ou ordre de la Fidélité.
L'Ordre du Lévrier avait instauré, de manière statutaire, pour une durée de cinq ans. On sait cependant qu'il en résulta, pour le souverain et pour le pays, des avantages qui déterminèrent le cardinal de Bar et les chevaliers de l'Ordre, peu de mois après l'expiration des cinq années, à le maintenir à perpétuité. Cette mesure fut décidée dans une assemblée qui se tint à Bar-le-Duc, le jeudi 23 avril 1422, où treize des gentilshommes, qui avaient pris part à sa création en 1416, s'engagèrent tant en leur nom, qu'au nom de leurs associés absents, à observer les statuts adoptés en 1416.
Les seuls changements introduits dans les règlements existants portèrent sur la dénomination, la marque distinctive et les jours de réunion de l'ordre. Dans cette assemblée, les chevaliers choisirent pour patron saint Hubert, évangélisateur des Ardennes, sous l'invocation duquel ils placèrent l'institution.
Ils décidèrent qu'au lieu du lévrier, ils porteraient au bas du collier, vn imaige d'or du dict sainct, pendant sur la poitrine, et vny pareil imaige brodé sur leurs habillements. La Journée ou réunion annuelle fut fixée au 30 mai, jour de la fête de saint Hubert. Ces dispositions furent approuvées le même jour par Louis de Bar, qui, à la requête des chevaliers assemblés, fit apposer son sceau aux lettres contenant le résultat de leur délibération.

### Un ordre barrois devenu français
Malgré la cession du duché de Bar, faite par le cardinal à René d'Anjou, son petit neveu et ceux qui résultèrent de la réunion du Barrois à la Lorraine (après la mort de Charles II), l'Ordre de Saint-Hubert paraît s'être perpétué sous le règne de René et sous ses successeurs. On manque toutefois de données sur sa composition et sur ses actes. Ses archives mêmes ne fournissent aujourd'hui aucune indication précise sur son existence de 1422 à 1597. À la fin de cette longue période, on retrouve l'institution dans les conditions d'une organisation régulière. Elle était alors régie par un règlement révisé dans le cours de l'année 1597, et qui indique une existence plus ancienne de l'Ordre.
Depuis l'occupation de la Lorraine par les Français en 1552, la ville de Bar avait cessé d'être le lieu ordinaire de la résidence de ses ducs, et Nancy était devenu de fait la capitale des deux duchés. La plus grande partie des familles appartenant à la chevalerie du duché de Bar, qui avaient été attachées au service des ducs, étaient éteintes ou avaient suivi le prince en Lorraine. Aucune de celles qui avaient pris part à la création de l'Ordre en 1416 et 1422 n'y comptait de membres en 1597. Les chevaliers en fonctions alors étaient des hommes notables du pays, mais qui ne se trouvaient pas en position de remplir les conditions imposées par les statuts de 1416, pour la répression des voies de fait. Les désordres du reste étaient devenus, par suite des progrès de l'organisation judiciaire, beaucoup plus rares dans le pays.
Dans les nouveaux règlements arrêtés en 1597, on remarque des dispositions qui consacraient un privilège que l'Ordre paraît avoir possédé dès ce temps, de se livrer à une chasse au lévrier, la veille et le jour de la fête de saint Hubert, son patron, et à laquelle tous les membres étaient appelés à se trouver sous peine d'vng escu d'amende. Ils étaient également obligés, sous la même peine, de nourrir au moins vng lévrier ; ils avaient du reste la faculté d'en élever autant qu'ils le voulaient. En 1623, tous les privilèges de chasse ayant été révoqués par un édit général, les chevaliers de Saint-Hubert firent, contre cette ordonnance, des protestations qui furent reçues par le bailliage de Bar : l'Ordre fut maintenu dans la jouissance de son droit.
L'ordre, propriété des ducs de Lorraine, fut relevé par Stanislas Leszczynski duc de Lorraine et de Bar sous l'appellation de Ordre noble des duchés de Lorraine et de Bar  à sa mort il échut à la couronne française en 1766. Il se transforma peu à peu en une association nobiliaire, dédiée notamment à la chasse.
Plusieurs rois de France approuvèrent cette fondation sous les différents titres d'ordre de Saint-Hubert, de la Fidélité et du Lévrier. Elle se continua pendant cinq siècles. Louis XIV, Louis XV, Louis XVI, ont accordé des privilèges à l'ordre de Saint-Hubert.
Les événements de la Révolution française s'opposèrent pendant les dernières années du XVIIIe siècle à l'exécution des statuts, et que son existence ne se prolongea guère au-delà de 1790.
Cependant en 1817 quelques-uns de ses membres, encore existants alors, tentèrent de faire revivre cette institution : il fut question de la rétablir en France sur des bases moins restreintes que les limites de l'ancien duché de Bar, sous le titre général d'Ordre de Saint-Hubert.
Des actes prouvent que Louis XVIII voulut bien reconnaître l'Ordre (réorganisé en 1815) et l'honorer de sa protection en 1816. Ce monarque lui donna même pour grand maître le duc d'Aumont, son premier gentilhomme. Néanmoins, l'ordre fut définitivement supprimé en 1824.

## Règles d'admission
La noblesse barroise devait faire preuve, pour y entrer, de cinq degrés.
Les nobles du duché de Bar n'étaient point astreints à payer le droit de passage qui est de trois mille francs pour les chevaliers étrangers à cette province.
Il fallait pour être admis, professer la religion catholique, apostolique et romaine. Aux termes de l'art. 1er des statuts de 1714, les chevaliers étaient obligés, si le besoin l'exigeait, de prendre les armes pour la défense de la religion.

## Classification
L'Ordre était divisé en 3 classes :
- Grand-croix ;
- Commandeur ;
- Chevalier ;

Il y eut quelque 500 chevaliers de Saint-Hubert.
Outre les chevaliers titulaires, il y eut dans la seconde moitié du XVIIIe siècle, des chevaliers d'honneur. Ce titre fut conféré en 1783 à Jacques de Choiseul, marquis de Stainville, maréchal de France, commandant en chef dans les duchés de Lorraine et de Bar, et en 1787, à Louis, prince de Nassau, comte de Saarbruck, et de Saarwerden. L'admission de ces deux personnages dans l'Ordre de Saint-Hubert fut un hommage rendu aux représentants, alors existants, de deux familles qui avaient fleuri dans le Barrois pendant les XIVe, XVe, et XVIe siècles.

## Insigne

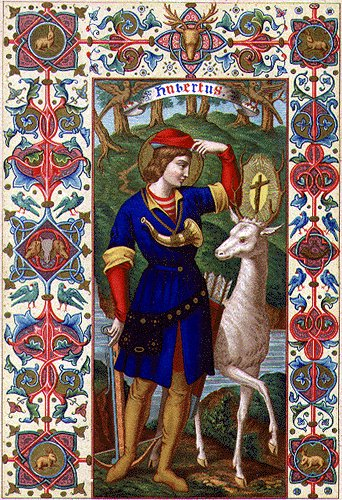
Saint Hubert de Liège.

La décoration est une croix pattée d'or, émaillée de blanc, ayant au centre un médaillon de sinople chargé d'un Saint-Hubert à genoux, adorant une croix dans les bois d'un cerf, et au revers se trouvent les armes du duché de Bar ; chaque médaillon entouré d'un cor-de-chasse : cette décoration est suspendue à un ruban vert liseré de ponceau.